# Sluizen in Spaarndam

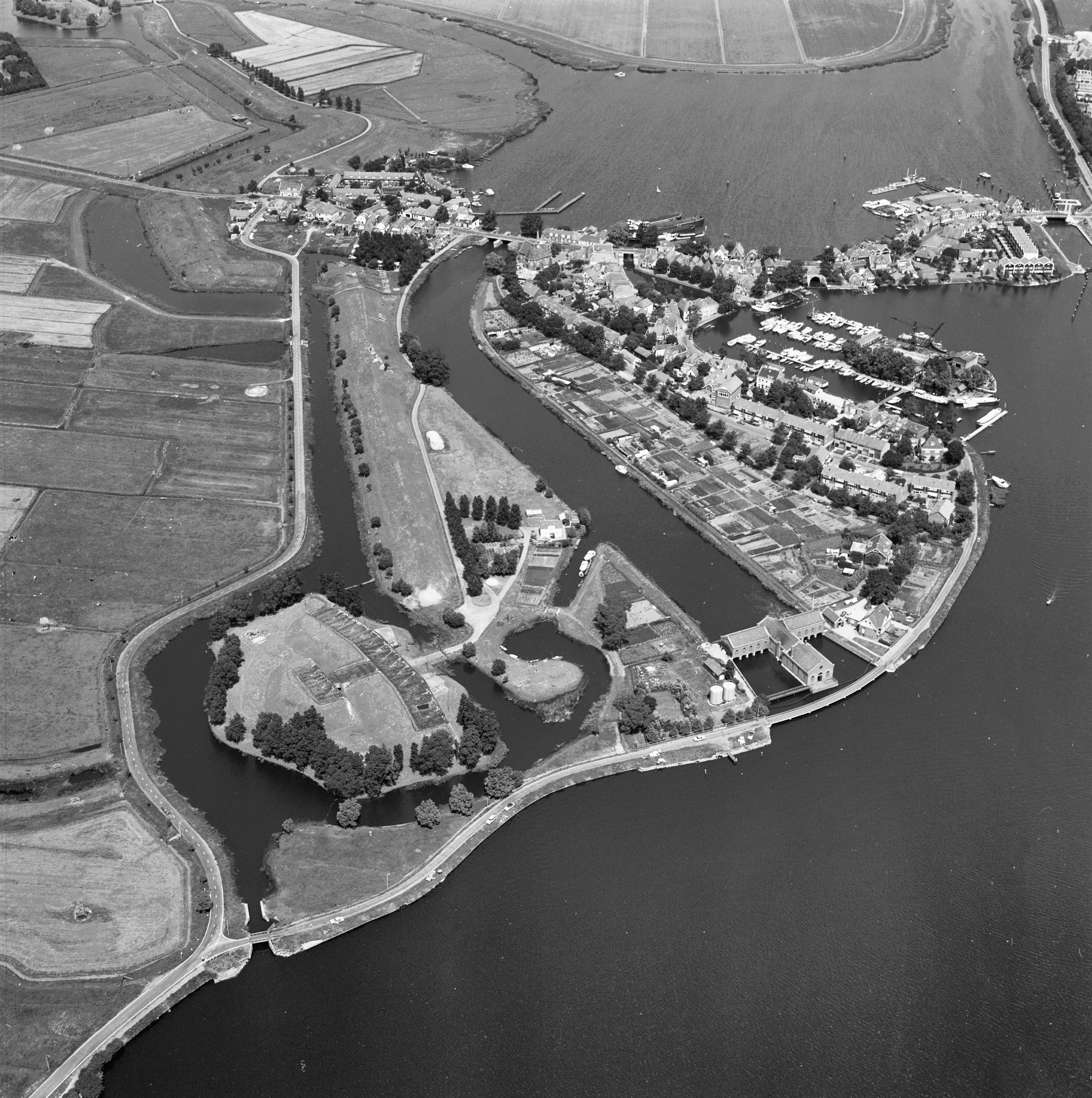
Luchtfoto van Spaarndam, op de achtergrond de Spaarndammerdijk met de sluizen; 1977

Sinds de 13e eeuw liggen er sluizen in Spaarndam, die ook wel de Spaarndammer Sluizen worden genoemd in de Spaarndammerdijk te Spaarndam. Het dorp Spaarndam is ontstaan bij de dam in de monding van het Spaarne in het IJ, die circa 1220 is gelegd. In 1286 is de dam, in opdracht van Graaf Floris V van Holland , iets zuidelijker herlegd. Vanaf 1280 zijn er sluizen in de dam, waarvan de Kolksluis de oudste is. Voor die tijd was er een buurtje, evenwijdig aan het Spaarne.
De Spaarndammerdijk werd vanaf de eerste helft van de 13e eeuw aangelegd ter bescherming van het veenweidegebied ten zuiden van het nog niet drooggemaakte IJ. Met de afdamming van het Spaarne werden er tevens uitwateringssluizen aangelegd waardoor het water in het IJ, vanaf 1872 het Noordzeekanaal, stroomde. De dijk vormde vanaf het begin de noordelijke grens van het Hoogheemraadschap Rijnland.
Na een verwoestende stormvloed in 1248 werd de dam in het Spaarne opnieuw gelegd met een nieuwe schutsluis. De Kolksluis was de vervanger van een overtoom (overhaal) waarmee kleine schepen aanvankelijk de dam konden passeren zonder door de sluis te gaan. Dit werd bevestigd in de oorkonde uit 1255 van graaf Willem II, die bepaalde dat er een schutsluis moest komen ten behoeve van de scheepvaart van en naar Haarlem. Deze sluis kwam omstreeks 1285 gereed.
Het Spaarne was onderdeel van de belangrijkste vaarroute tussen het noorden en het zuiden van het Graafschap Holland. Grote schepen waren verplicht de voorgeschreven vaarroute te volgen, die bij Gouda begon en via Gouwe, Oude Rijn, het Hollandse merengebied naar Haarlem en Spaarndam voeren. Haarlem had belangrijke tolinkomsten. Door deze sluis werd de kwetsbaarheid van de waterkering vergroot, maar de scheepvaartbelangen gingen hier voor die van de waterbeheersing. Het sluizencomplex was het belangrijkste punt van het Hoogheemraadschap. Daarom was er hier een Gemeenlandshuis, het huis 'Oosterwaal'. In 1641 werd dit uitgebreid met het nog bestaande Gemeenlandshuis Spaarndam, waarna het oude huis vanaf 1728 werd gesloopt.
Het Hoogheemraadschap hield toezicht op de sluizen bij Zwammerdam, de Wendeldijk, aan de zuidkant van het Leidsemeer, de sluizen in Spaarndam en de Spaarndammerdijk. Het onderhoud van de verschillende sluizen was de verantwoordelijkheid van acht steden of dorpen binnen het Hoogheemraadschap met hun omgeving. Zo waren er omstreeks 1500 van west naar oost de Kolksluis, Eerste Woerdersluis, Alphensesluis, Aalsmeerdersluis, Alkemadersluis, Tweede Woerdersluis, Rietwijkersluis, Haarlemmersluis en Noordwijkersluis.
Na de aanleg van de spuisluizen Halfweg in 1492 en de doorbraak tussen het Oude Haarlemmermeer en het Spieringmeer in 1506-1509 nam het belang van de sluizen in Spaarndam af ten gunste van de sluizen in Halfweg.
Op 1 oktober 1514 werd als gevolg van de Sint-Jeronimusvloed de dam met de acht spuisluizen over een lengte van driehonderd meter weggeslagen. Vervolgens werd een nieuwe dam met nieuwe sluizen aangelegd, waaronder de Kleine Haarlemmersluis, die in gebruik was van 1519 tot 1897. Uiteindelijk bleven er door samenvoeging en/of opheffing van de kleine sluisjes drie sluizen over: de Kolksluis (13e eeuw), de Woerdersluis uit 1611 en de Grote Sluis uit 1569. Sinds 1569 werd de Grote Sluis twee maal vervangen en gemoderniseerd als alternatief voor de Kleine Haarlemmersluis. In 1804 kwam 30 meter westelijker gelegen een nieuwe sluis gereed en in 1898 het exemplaar dat in 2009-2011 werd vervangen door de huidige sluis.

## Gallery

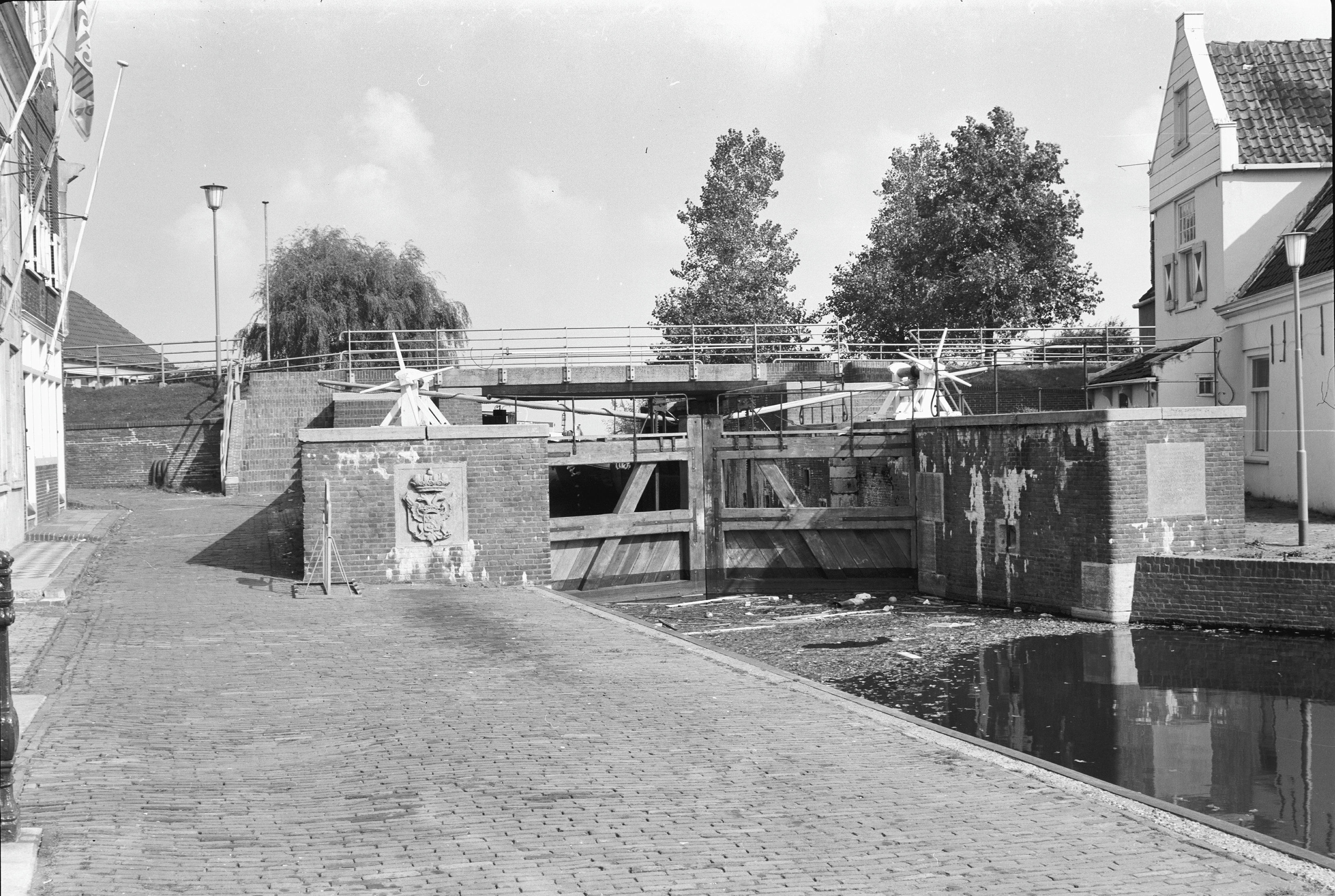
De Kolksluis; september 1964.
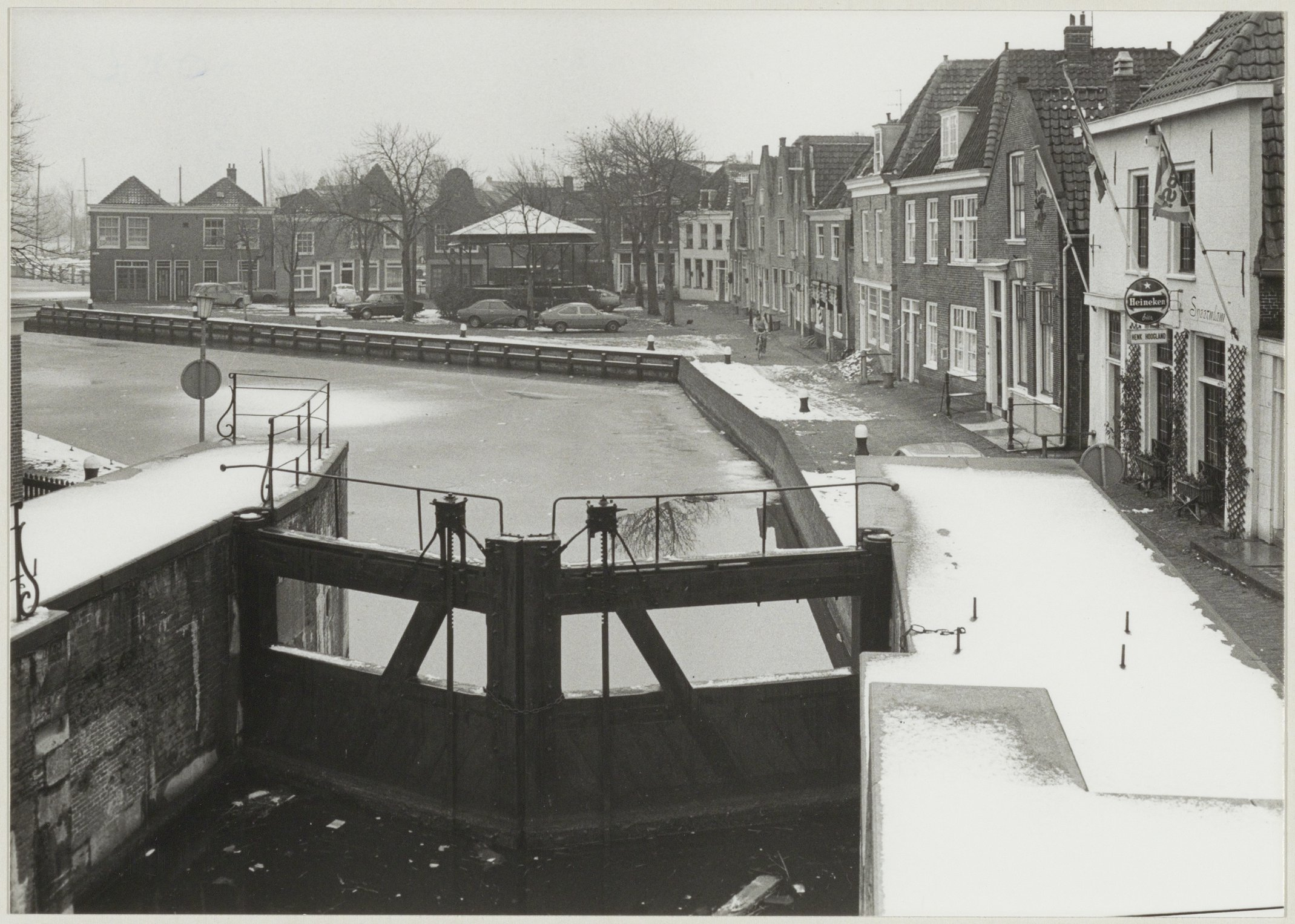
Wintergezicht op de Westkolk ziende vanaf de Kolksluis in Spaarndam naar het zuiden; januari 1980.
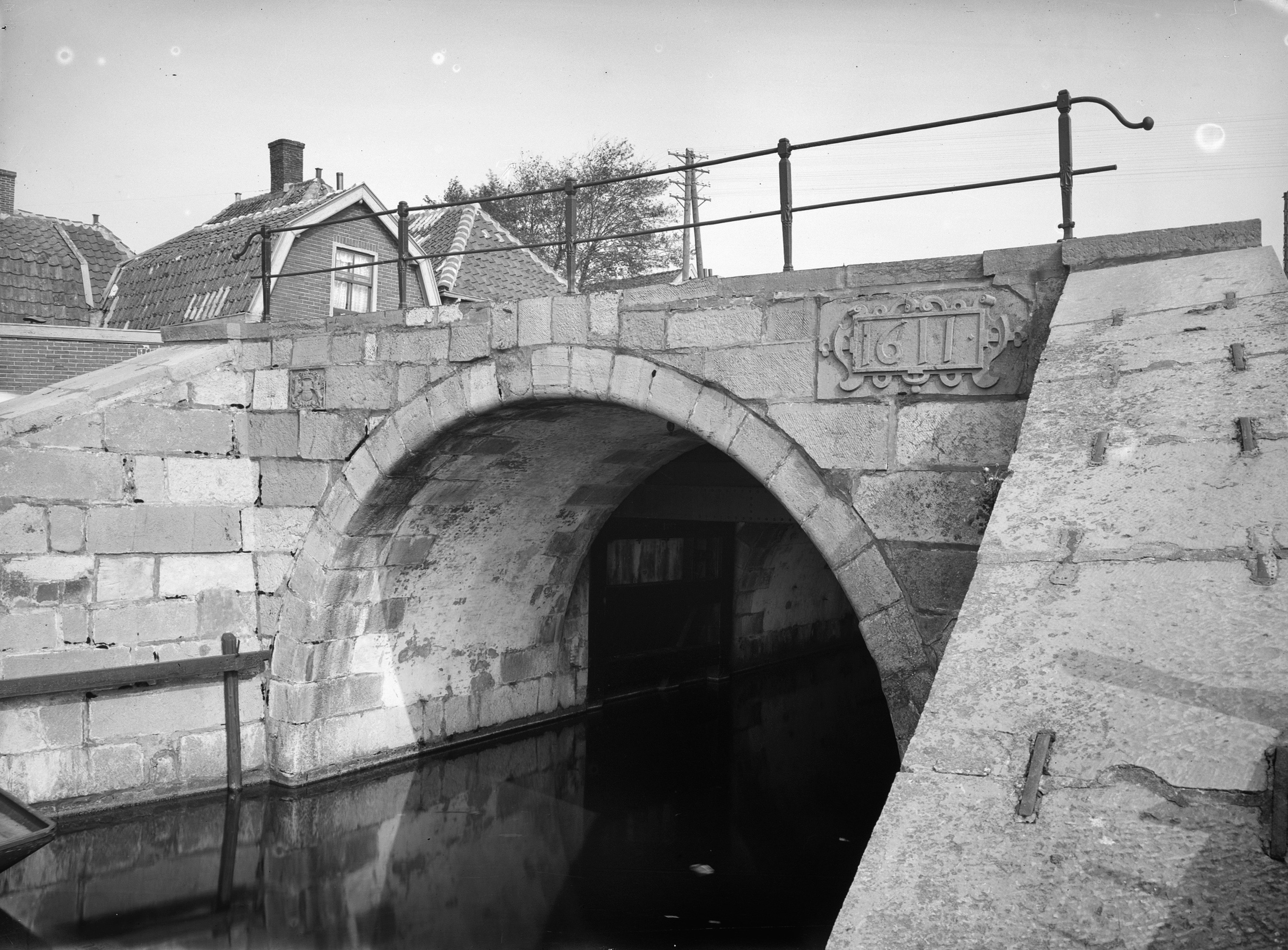
De Woerdersluis; september 1927.
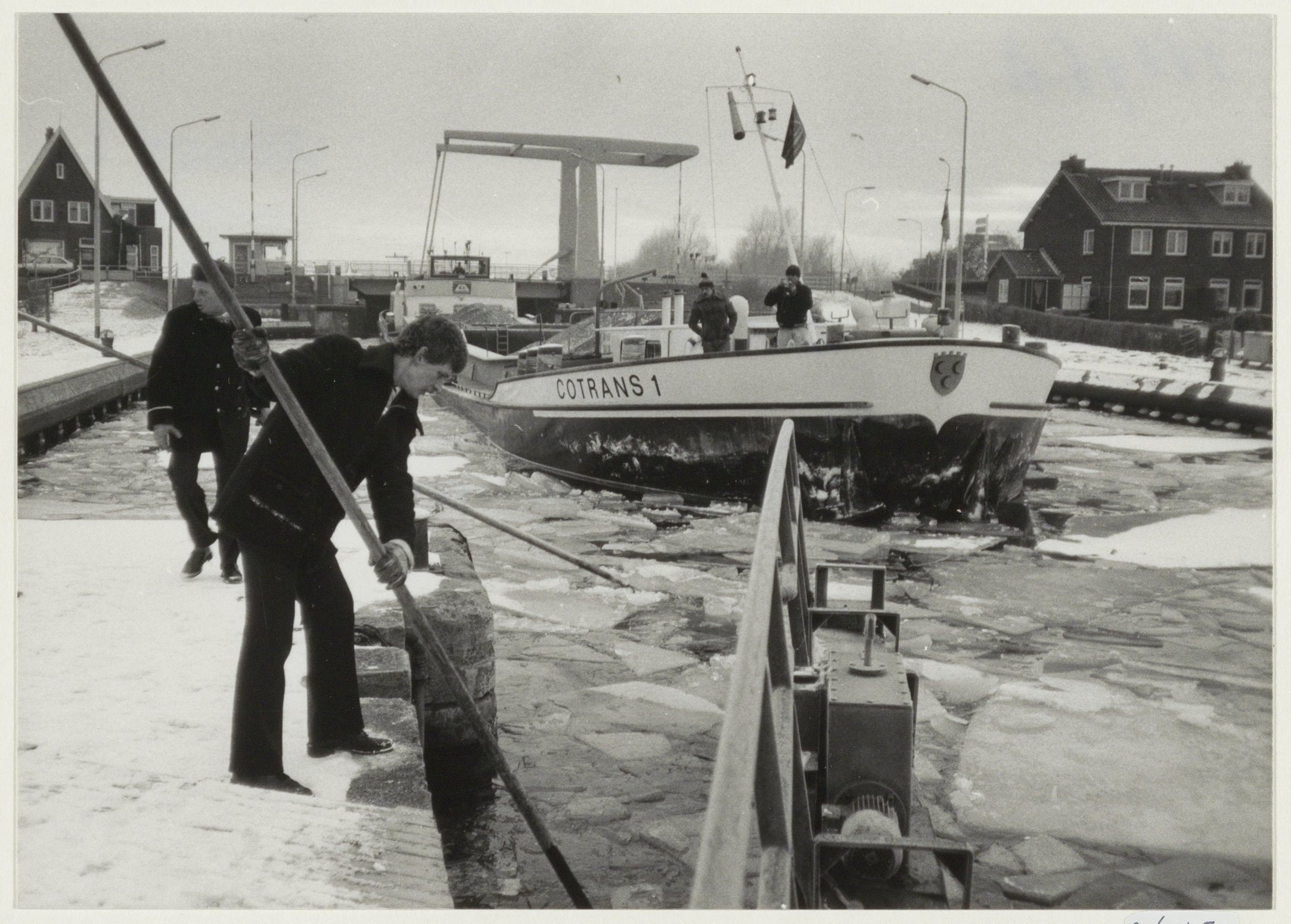
Zware ijsgang in de Grote Sluis in Spaarndam; februari 1986.